# Cnemodus hirtipes
Cnemodus hirtipes är en insektsart som beskrevs av Willis Blatchley 1924. Cnemodus hirtipes ingår i släktet Cnemodus och familjen Rhyparochromidae. Inga underarter finns listade i Catalogue of Life.